# Vicente Pinheiro Lobo Machado de Melo e Almada
Vicente Pinheiro Lobo Machado de Melo e Almada (Guimarães, 23 de abril de 1852 – Solar de Pindela, Vila Nova de Famalicão, 14 de abril de 1922), 2.º visconde de Pindela, foi um político, administrador colonial e diplomata português, que, entre outras funções de relevo, foi deputado e par do reino. Foi irmão do escritor Bernardo Pinheiro Correia de Melo, o 1.º conde de Arnoso.

## Biografia
Frequentou a Universidade de Coimbra, onde em 1879 se formou bacharel em Direito. Ingressou em novembro de 1879 na administração colonial portuguesa, sendo depois nomeado governador de São Tomé e Príncipe, cargo que exerceu de 3 de janeiro de 1880 a 30 de dezembro de 1881.
Foi eleito deputado nas eleições gerais de junho de 1884 (25.ª legislatura da Monarquia Constitucional Portuguesa), pelo círculo eleitoral de Braga.
Foi par do reino e ministro plenipotenciário de Portugal em Haia (1886) e Berlim (1894–1910).
Recebeu os títulos de fidalgo e cavaleiro da Casa Real e por decreto de 20 de maio e carta régia de 8 de julho de 1886, foi confirmado no título de 2.º visconde de Pindela.
Dedicou-se aos estudos genealógico e foi escritor, autor de diversas obras publicadas.

## Dados genealógicos
Nasceu em Guimarães, filho de João Machado Pinheiro Correia de Melo (1824–1891, o 1.º visconde de Pindela, e de Eulália Estelita de Freitas Rangel de Quadros (1827–1920).
Casou em Lisboa, a 23 de maio de 1889, com Maria Amália de Sousa Botelho Mourão e Vasconcelos (28.12.1858–14.04.1918), filha do 2.º conde de Vila Real e senhor do Morgado de Mateus e de Júlia Braamcamp de Almeida Castelo-Branco. 
Deste casamento houve três filhos:
- Júlia Leonor Pinheiro Machado de Melo;
- Grácia Maria Eulália Pinheiro de Melo
- João Afonso Simão Pinheiro Lobo Figueira Machado de Melo e Almada, 3.º visconde de Pindela.

## Distinções
- Comendador da Ordem de Nossa Senhora da Conceição de Vila Viçosa, em 5 de agosto de 1880
- Comendador da Ordem da Águia Negra, da Prússia
- Comendador da Ordem de Casa de Hohenzollern, da Prússia
- Cavaleiro da Ordem da Estrela Polar, da Suécia
- Cavaleiro do Mérito Naval de Espanha
- Cavaleiro 1.ª classe da Ordem da Águia Vermelha, da Prússia
- Grã-Cruz da Ordem de Cristo, em 1902
- Grã-Cruz da Ordem da Coroa, da Prússia
- Grã-Cruz da Ordem de Alberto do Reino de Saxe
- Grã-Cruz da Ordem da Casa Ducal de Saxe-Ernestina
- Grã-Cruz da Ordem da Coroa de Ferro, do Império Austro-Húngaro
- 13.º Senhor do Morgado de Pindela